# Vilius Židonis

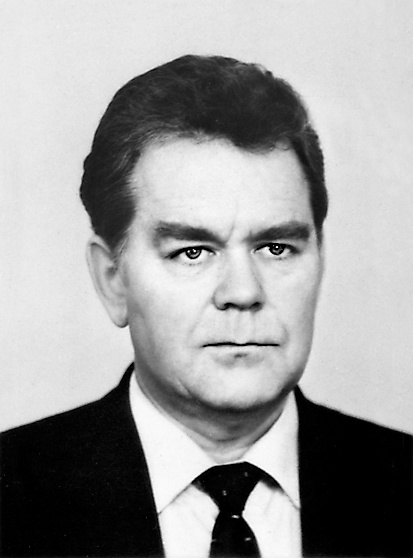
Vilius Židonis

Vilius Židonis (* 26. April 1933 in Meškalaukis; † 25. Februar 2018) war ein litauischer Professor, Erfinder und Politiker. Er war Minister für Handel und Materialressourcen (1991–1992) im Kabinett Vagnorius I.

## Leben
1948 wurde er mit seiner Mutter und vier Brüdern nach Sibirien, Burjatien (in Transbaikalien), deportiert. Von 1955 bis 1956 lernte er an der Mittelschule in Werchnije Talzy bei Saigrajewo in Burjatien. Von 1948 bis 1955 arbeitete er in einem Forstindustrieunternehmen in Burjatien. Ab 1955 studierte er am Ingenieur-Institut Tomsk. Von 1956 bis 1960 absolvierte er das Diplomstudium sowie promovierte am Kauno politechnikos institutas in Kaunas, Sowjetlitauen. Von 1962 bis 1991 lehrte er am KPI (KTU). Ab 1976 leitete er einen technischen Lehrstuhl an der KPI-Fakultät Klaipėda.